# Svéd Sándor
Svéd Sándor (külföldön Alexander Svéd, Alexander De Svéd) (Budapest, Józsefváros, 1904. május 27. – Bécs, 1979. június 9.) világhírű magyar operaénekes (bariton). Legemlékezetesebb alakításait olasz operákban nyújtotta.

## Életpályája

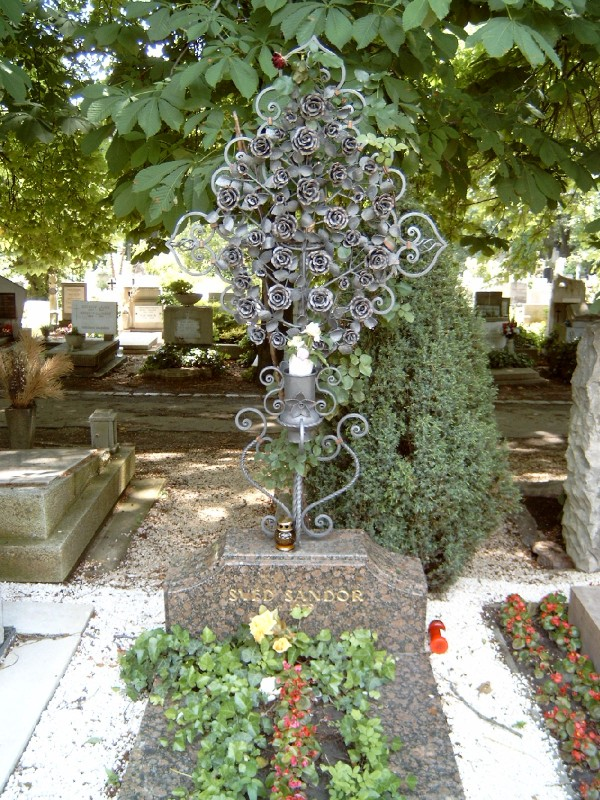
Svéd Sándor sírja Budapesten. Farkasréti temető: 25-1-58.

Budapesten született Svéd József posta és távírda segédtiszt és Roch Mária gyermekeként. Tanulmányait Olaszországban végezte, Mario Sammarco és Riccardo Stracciari növendékeként. A budapesti Operaházban 1928-ban debütált Silvio szerepében Leoncavallo Bajazzók című operájában. 1928-1936 között az Operaház magánénekese volt, közben 1931-ben sikerrel vendégszerepelt Bécsben, ahol a Staatsoper állandó tagja lett 1936-tól. 1940-1950 között New Yorkban énekelt a Metropolitan operaházban, de több alkalommal fellépett a milánói Scalában is. 1950–57 között visszatért Budapestre. Korának egyik legjelentősebb baritonjaként tartják számon, elsősorban Verdi-operákban aratott kimagasló sikereket. 1979. június 9-én hunyt el. Hamvait a budapesti Farkasréti temetőben helyezték örök nyugalomra.

## Magánélete
Házastársa Radó Magdolna gordonkaművésznő volt, akivel 1932. június 12-én Budapesten kötött házasságot.

## Szerepei
- Georges Bizet: Carmen - Escamillo
- Pjotr Iljics Csajkovszkij: Jevgenyij Anyegin – címszerep
- Ruggero Leoncavallo: Bajazzók – Tonio/Taddeo
- Pietro Mascagni: Parasztbecsület – Alfio
- Wolfgang Amadeus Mozart: A varázsfuvola – Öreg pap [= Sprecher]
- Amilcare Ponchielli: La Gioconda – Barnaba
- Giacomo Puccini: Tosca – Scarpia báró
- Giacomo Puccini: Bohémélet – Marcello
- Giacomo Puccini: A köpeny – Henri [= Michele]
- Gioachino Rossini: Tell Vilmos – címszerep
- Franz Salmhofer: Die Dame im Traum – Doro [ősbemutató]
- Giuseppe Verdi: A trubadúr - Luna gróf
- Giuseppe Verdi: Rigoletto – címszerep
- Giuseppe Verdi: Otello - Jago
- Giuseppe Verdi: Álarcosbál – René
- Giuseppe Verdi: Simon Boccanegra – címszerep
- Giuseppe Verdi: Aida - Amonasro
- Giuseppe Verdi: Don Carlos - Posa márki
- Giuseppe Verdi: La Traviata - Georges Germont
- Richard Wagner: Tannhäuser - Wolfram von Eschenbach
- Richard Wagner: Lohengrin - Telramund
- Carl Maria von Weber: Euryanthe – Lysiart

## Filmjei
- Halló, Budapest! (1935, magyar)
- Mária nővér (1937, magyar)
  - ugyanez németül: Sein letztes Modell (1937, német–magyar)
- Díszelőadás (1955, magyar)

## Díjai
- Kiváló művész (1951)
- Kossuth-díj (1952)